# Velká cesta (Hvězdná brána)
Velká cesta je 21 epizoda 5 řady sci-fi seriálu Hvězdná brána.

## Popis děje
Daniel Jackson je na planetě Kelowna, kde se seznámí s Jonasem Quinnem, kelownským vědcem. Při jednom experimentu s nestabilním prvkem naquadrií, dojde k havárii a hrozí zničení planety. Daniel však rozstřílí sklo laboratoře a vrhne se dovnitř, aby zastavil reakci, ale to vše za cenu obrovské dávky záření. Kelownská vláda se tak mylně domnívá, že nehodu způsobil Daniel Jackson. Jack O'Neill to vše poví Jonasovi, který se velmi stydí, že Daniel není na Kelowně, kterou zachránil, uznáván jako hrdina. Jonas Quinn přichází bránou s tím, že řekl své vládě pravdu a sebral naquadrii. Zůstává v SGC, protože se nemůže vrátit na svou domovskou planetu, kde je pokládán za zrádce. Daniel rozmlouvá s Omou Desalou o svém životě a s její pomocí unikne před smrtí a povznese se na vyšší úroveň existence.

## Citáty
na ošetřovně
- Samantha Carter: Vypadá hrozně…
- Janet Fraiser: Je to čím dál horší… A hodně rychle…
- Samantha Carter: Děláte vše co se dá???
- Janet Fraiser: Sedativa a léky proti bolesti, to je všechno co zmůžu. Nemáte představu, jaká to je bolest. Normálně bych to neřekla, je to proti všemu čemu jsem připravena, ale po pravdě by bylo lépe kdybych…
- Oma Desala: Tvůj osud je ve tvých rukou.
- Daniel Jackson: Miliony mohou stále zemřít…
- Oma Desala: Budoucnost není nikdy jistá. Zachránil jsi mnohé bez ohledu na svůj vlastní život.
- Daniel Jackson: Mohl jsem to zařízení zničit.
- Samantha Carter: Jak víte, Jonas změnil názor.
- Samantha Carter: Ukradl trochu naquadrie pro nás. Vzal na sebe velké riziko, říká že kvůli tomu, co jste udělal. Máte vliv na lidi, Danieli. Způsob, jakým se díváte na věci…, změnilo mě to také. Chápu na čem skutečně záleží. Nevím proč lidé čekají říci, jak se skutečně cítí. Myslím, že jsem doufala, že jste vždy věděl…
- Teal'c: Jednou jsi mi dal tohle. Řekl jsi, že její duch bude sloužit vlastníkovi v posmrtném životě
- Daniel Jackson: Děkuju. Nejsem ještě mrtvý ale… Právě teď to nevypadá příliš dobře.
- Teal'c: Pokud máš zemřít, Danieli Jacksone, chtěl bych abys věděl, že věřím, že válka proti Goa'uldům ztratí jednoho z největších válečníků…
- Teal'c: A já ztratím jednoho ze svých nejlepších přátel
- Oma Desala: Vesmír je tak obrovský a my jsem tak malý. Je zde jen jedna věc, kterou vždy dokážeme kontrolovat.
- Daniel Jackson: Která??
- Oma Desala: To jestli jsme dobří nebo zlí.
- Jack O'Neill: Jacobe zastav…
- Jacob Carter: Myslíš to vážně???
- Jack O'Neill: To je co on chce
- Jacob Carter:  Někdo jiný chce něco říci???
- Jack O'Neill: Nech ho jít.
- Janet Fraiser: Plukovníku???!!